# Cauroir
Cauroir é uma comuna francesa na região administrativa de Altos da França, no departamento do Norte. Estende-se por uma área de 5.61 km². Em 2010 a comuna tinha 588 habitantes (densidade: 104,8 hab./km²).